# Монархіанізм
Монархіанізм, або монархіанство (англ. Monarchianism) — богословський постулат в християнстві, що спричинив суперечки в ранній церкві II–III століть. Монархіанство є первинною течією антитринітаріанства, що виступала проти вчення Юстина Філософа про божественність Ісуса Христа. Існувало у двох основних формах — адопціонізм і модалізм (савелліанство).

## Виникнення монархіанства
Запропоновані апологетами та Іринеєм Ліонським відповіді на питання, чий син Ісус Христос, не були задовільними ані з філософсько-логічної, ані з релігійної точок зору. Тому виникли два вчення у діаметрально протилежних варіантах, що збігаються тільки в остаточному висновку — в запереченні вчення про Трійцю. Відомостей про походження монархіанських вчень збереглось дуже мало, щоб можна було відстежити їх виникнення й розвиток. Наприкінці II століття оба напрямки, вже цілком сформовані, з'являються в Римі й починають між собою боротьбу.

## Напрямки монархіанства

### Адопціоністи
Однією з двох основних течій монархіанства були динамісти, також відомі як адопціоністи. Вони відстоювали думку, що Христос є простою людиною (грец. ψιλός άνθρωπος), в якій діяла особлива Божественна Сила.

### Модалісти
Прибічники іншої течії монархіанства, модалісти, вважали, що Христос є сам Бог Отець, який прийняв плоть заради спасіння людства.